# Liste der denkmalgeschützten Objekte in Reichenau (Kärnten)
Die Liste der denkmalgeschützten Objekte in Reichenau enthält die 10 denkmalgeschützten, unbeweglichen Objekte der Gemeinde Reichenau in Kärnten.

## Denkmäler
| Foto |                 | Denkmal                                                                        | Standort                                                  | Beschreibung | Metadaten |
| ---- | --------------- | ------------------------------------------------------------------------------ | --------------------------------------------------------- | --- | --- |
| ja   | Datei hochladen | Kath. Pfarrkirche hl. Martin und Friedhof HERIS-ID: 53535 Objekt-ID: 61521     | Ebene Reichenau Standort KG: Ebene Reichenau              | Die Kirche ist ein spätbarocker Bau mit nördlich an den Chor angestelltem Turm mit Pyramidenspitzdach. Hochaltar und Taufstein sind in Neorenaissance-Formen aus dem 19. Jahrhundert; am Hochaltar ist eine spätgotische Figur hl. Martin. | BDA-Hist.: Q2083116 Status: § 2a Stand der BDA-Liste: 2025-06-30 Name: Kath. Pfarrkirche hl. Martin und Friedhof GstNr.: .83, 429 Pfarrkirche St. Martin in Ebene Reichenau    |
| ja   | Datei hochladen | Grenzstein HERIS-ID: 81129 Objekt-ID: 94890                                    | gegenüber Ebene Reichenau 51 Standort KG: Ebene Reichenau | Der Grenzstein markierte die Grenze zwischen der Provinz Illyrien (Teil des napoleonischen Frankreichs) und dem Kaisertum Österreich. Er ist bezeichnet mit den Aufschriften 1814 Franconia und 1814 Austria sowie mit 1898 F.L. | BDA-Hist.: Q38175154 Status: § 2a Stand der BDA-Liste: 2025-06-30 Name: Grenzstein GstNr.: 729/1 Boundary stone, Ebene Reichenau                                               |
| ja   | Datei hochladen | Nischenbildstock hl. Johannes Nepomuk HERIS-ID: 81130 Objekt-ID: 94891         | Waidach Standort KG: Ebene Reichenau                      | Die Skulptur des Heiligen Johannes Nepomuk im Nischenbildstock stammt aus der Barockzeit. | BDA-Hist.: Q38175165 Status: § 2a Stand der BDA-Liste: 2025-06-30 Name: Nischenbildstock hl. Johannes Nepomuk GstNr.: 608/1 Wayside shrine of Saint John Nepomuk, Waidach      |
| ja   | Datei hochladen | Straßenbrücke, Teufelsbrücke HERIS-ID: 81131 Objekt-ID: 94892                  | Winkl Standort KG: Ebene Reichenau                        | Die Teufelsbrücke, die sich nordwestlich der Ortschaft Winkl-Reichenau befindet, ist eine Steinbrücke aus dem 18. Jahrhundert. Die Teufelsbrücke verbindet die Katastralgemeinden Winkl und Ebene Reichenau. | BDA-Hist.: Q38175174 Status: § 2a Stand der BDA-Liste: 2025-06-30 Name: Straßenbrücke, Teufelsbrücke GstNr.: 747, 731/1 Teufelsbrücke, Reichenau                               |
| ja   | Datei hochladen | Kath. Pfarrkirche hl. Lorenz und Friedhof HERIS-ID: 54521 Objekt-ID: 62815     | St.Lorenzen Standort KG: St. Lorenzen                     | Die im Kern romanische Kirche mit gotischem eingezogenen Chor mit Strebepfeilern und barocken Veränderungen hat einen Nordturm mit Pyramidendach. Hochaltar, Seitenaltäre und Kanzel stammen aus der Zeit der Wende vom 17. zum 18. Jahrhundert. | BDA-Hist.: Q2083087 Status: § 2a Stand der BDA-Liste: 2025-06-30 Name: Kath. Pfarrkirche hl. Lorenz und Friedhof GstNr.: .158, 1817 Saint Lawrence Church (Reichenau, Kärnten) |
| ja   | Datei hochladen | Kath. Filialkirche hl. Anna HERIS-ID: 54522 Objekt-ID: 62816                   | St.Lorenzen Standort KG: St. Lorenzen                     | Die Kirche ist ein gotischer Bau des 14. Jahrhunderts, der im 18. Jahrhundert verlängert, barockisiert und mit Dachreiter mit Zwiebeltürmchen sowie mit Vorhalle versehen wurde. Zur Einrichtung gehört ein Schnitzkruzifix mit Maria und Johannes von 1520. | BDA-Hist.: Q1413050 Status: § 2a Stand der BDA-Liste: 2025-06-30 Name: Kath. Filialkirche hl. Anna GstNr.: .176/1 Filialkirche Heilige Anna, Sankt Lorenzen in Reichenau       |
| ja   | Datei hochladen | Pfarrhof HERIS-ID: 54518 Objekt-ID: 62812                                      | St.Lorenzen 12 Standort KG: St. Lorenzen                  | Der Pfarrhof wurde nach einem Brand 1663 wiederhergestellt. | BDA-Hist.: Q38061112 Status: § 2a Stand der BDA-Liste: 2025-06-30 Name: Pfarrhof GstNr.: .159/1 Pfarrhof Sankt Lorenzen (Reichenau)                                            |
| ja   | Datei hochladen | Kath. Pfarrkirche hl. Margaretha und Friedhof HERIS-ID: 54525 Objekt-ID: 62819 | bei St.Margarethen 7 Standort KG: St. Margarethen         | Die Kirche mit abgetreppten Strebepfeilern an Langhaus und leicht eingezogenem Chor und mit quadratischem Vorhallenturm mit Scharten ist ein gotischer Bau vom Ende des 15. Jahrhunderts. Der bemerkenswerte große Hochaltar mit seitlich vorschwingendem Gebälk und Altarbild hl. Margaretha ist aus dem zweiten Viertel des 18. Jahrhunderts. | BDA-Hist.: Q2320574 Status: § 2a Stand der BDA-Liste: 2025-06-30 Name: Kath. Pfarrkirche hl. Margaretha und Friedhof GstNr.: .1 Pfarrkirche hl. Margaretha, Reichenau          |
| ja   | Datei hochladen | Evang. Pfarrkirche A.B. und Friedhof HERIS-ID: 54524 Objekt-ID: 62818          | Wiedweg Standort KG: Wiedweg                              | Die 1954 zur Pfarre erhobene evangelische Kirche von Wiedweg wurde 1787 urkundlich zum ersten Mal erwähnt. Das heutige von Friedhofsmauern umgebene Gebäude ist im Jahr 1844 von Simon Pirker (aus Villach) errichtet worden. Der mit einem Spitzdach versehene, 1898 erbaute Kirchturm im Westen ist der Fassade vorgestellt und weist drei Arkadenöffnungen auf. Das Erdgeschoß des Turmes ist als Vorhalle geöffnet. Das Langhaus zeigt außen eine dreiteilige Pilastergliederung mit großen, rundbogigen Fenstern. Die Pilaster sind durch ein Putzband unter dem Kranzgesims miteinander verbunden. An den Ecken befinden sich genutete Lisenen. Innen ist das dreijochige Langhaus von einer Flachtonne mit Stichkappen überwölbt. Die Seitenteile der Westempore sind weit in den Raum vorgezogen. Durch den rundbogigen Triumphbogen gelangt man in den stark eingezogenen Chor, dessen Höhe geringer ist als die des Langhauses. Der Altar ist in nachbarocken Formen gestaltet und mit dem Predigtstuhl verbunden. Die Orgel stammt aus dem Jahr 1868. | BDA-Hist.: Q14546602 Status: § 2a Stand der BDA-Liste: 2025-06-30 Name: Evang. Pfarrkirche A.B. und Friedhof GstNr.: 980/3 Evangelische Pfarrkirche Wiedweg (Reichenau)        |
| ja   | Datei hochladen | Straßenbrücke, Teufelsbrücke HERIS-ID: 82545 Objekt-ID: 96376                  | Winkl Standort KG: Winkl Reichenau                        | Die Teufelsbrücke verbindet die Katastralgemeinden Winkl und Ebene Reichenau (siehe dort). | BDA-Hist.: Q38178728 Status: § 2a Stand der BDA-Liste: 2025-06-30 Name: Straßenbrücke, Teufelsbrücke GstNr.: 895/3, 881/2 Teufelsbrücke, Reichenau                             |